# 蜥䲗
蜥䲗（学名：Draconetta xenica）为蜥䲗科蜥䲗属的鱼类。分布于日本、夏威夷群岛、台湾岛以及中国南海等海域，主要生活于水深183-241米。该物种的模式产地在柯钦、日本。